# 法光寺 (あま市七宝町桂)
法光寺（ほうこうじ）は、愛知県あま市七宝町桂郷内1608にある浄土真宗大谷派の寺院。山号は月桂山。小切戸川の左岸（東岸）にあり、通りに東面している。かつて桂集落には桂城跡があった。

## 歴史

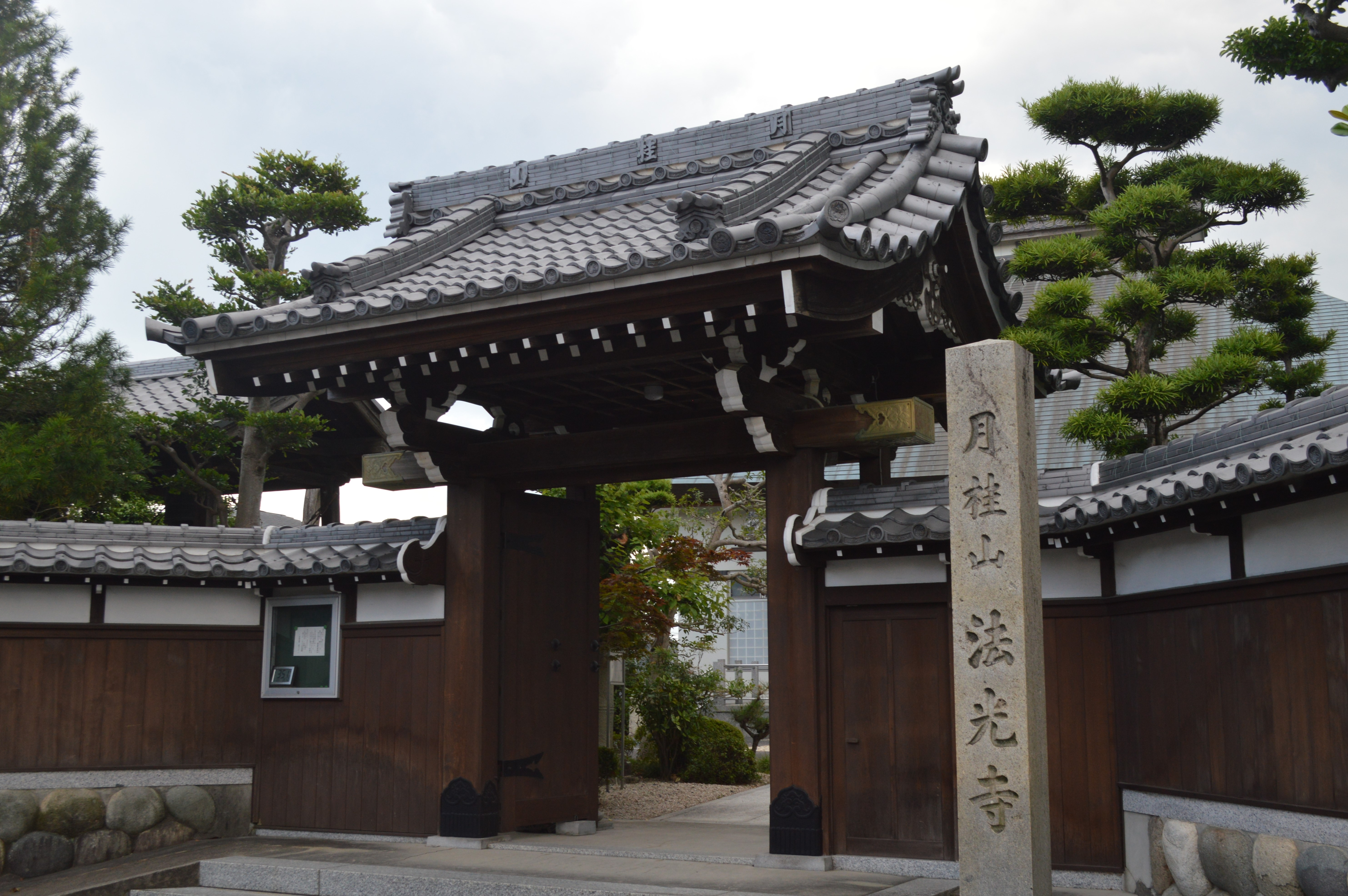
山門

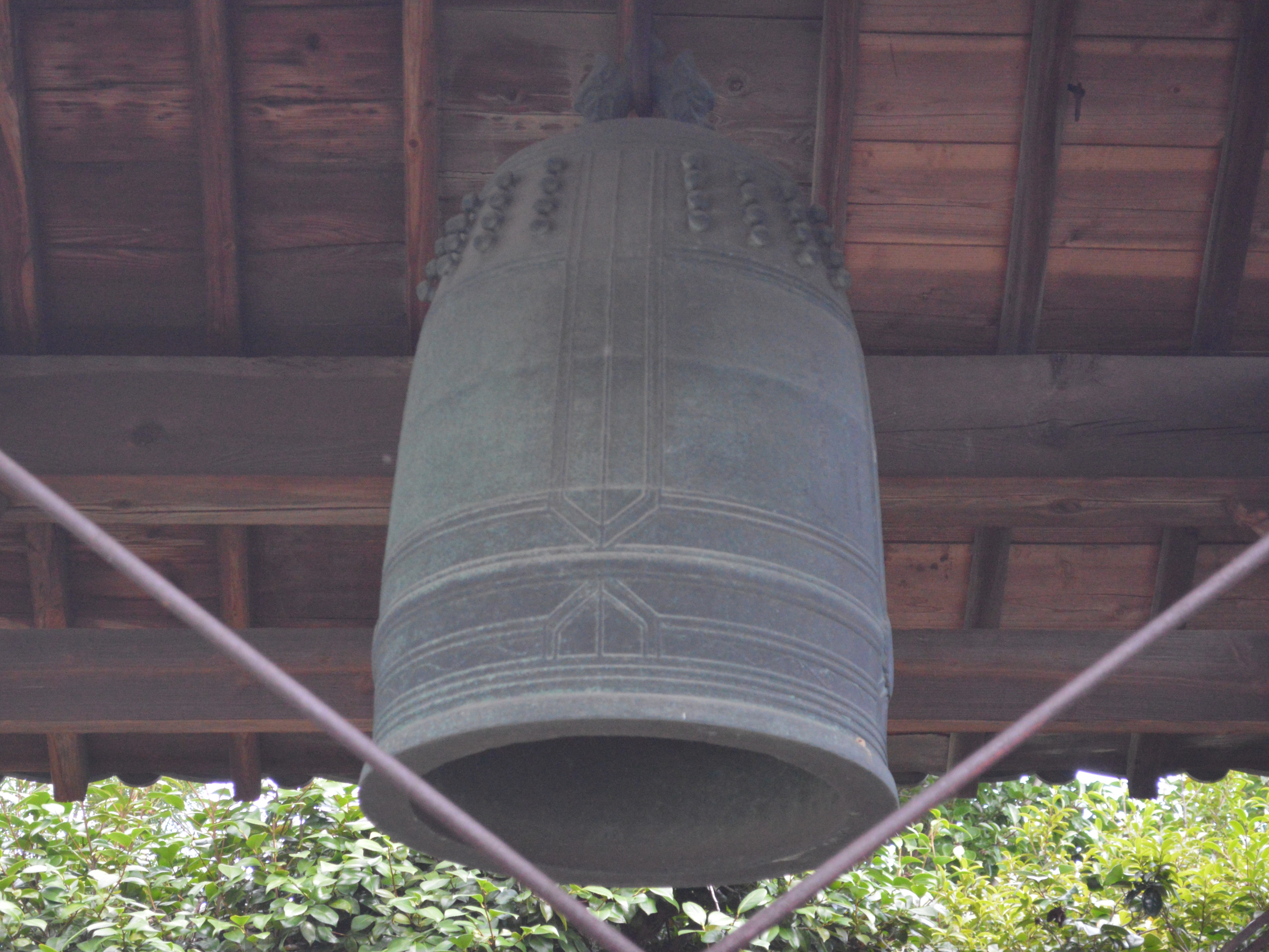
梵鐘

### 創建
創建年は不詳。かつては天台宗であり、大永年間（1521年～1528年）に本願寺に帰依して浄土真宗となった。

### 近世
永禄年間（1558年～1570年）の騒乱の際には主僧が逃れたことで廃寺となったが、その後再興された。元和4年（1618年）、遠江国周智郡村杏村（現・静岡県袋井市）の神明社に、久野丹波守宗成から梵鐘が寄進された。

### 近代
明治維新後の神仏分離の際、神社に梵鐘は必要ないとして神明社から処分され、久野家の末裔が引き受けた。法光寺の主僧は久野家と血縁関係があった人物であり、1877年（明治10年）に法光寺に移された。1873年（明治6年）8月1日には海東郡桂村の法光寺に義校が設置されたが、すぐに廣済寺に移されている。
1891年（明治24年）10月28日に起こった濃尾地震の際には桂村でも大きな被害が発生し、法光寺脇の小切戸川の堤防や川底が陥没した。
太平洋戦争中の1941年（昭和16年）12月8日には梵鐘が供出の対象となったが、1942年（昭和17年）9月17日には歴史的または美術的に重要と認められて供出を免れた。

### 現代
1996年（平成8年）2月1日、梵鐘が七宝町指定文化財（工芸品）に指定された。

## 文化財

### あま市指定文化財
- 梵鐘 - 総高103.0cm。口径61.0cm。元和4年（1618年）鋳造[5]。1996年（平成8年）2月1日指定[5]。